# Booker
Booker város az USA Texas államában, Ochiltree megyében. Lakosainak száma 1437 fő (2020. április 1.).

## Népesség
A település népességének változása:
| Lakosok száma | 1315 | 1516 | 1437 |
|               | 2000 | 2010 | 2020 |